# Пайпай (язык)
Пайпай (Akwa’ala, Paipai) — вымирающий язык коренного народа пайпай, проживающего в городе Энсенада, южнее ареала языка дьегеньо, штат Нижняя Калифорния; в муниципалитетах Ла-Пальмита, Лос-Поситос, Ранчо-Агуаскальентес, Эстадо-Валье-де-ла-Тринидад штата Санта-Катарина в Мексике. Язык принадлежит юманской семье. В настоящее время имеется очень мало носителей языка пайпай, потому что большинство пайпай живут в деревнях кумеяай.
Считается, что пайпай отделился от севернопайских языков очень давно. По устным преданиям большинства юманских племён, люди спустились с гор Авикваме (также известных как горы Ньюберри) и направились в место, указанное им божеством. С тех пор пайпай стали жить вместе с другими племенами.
Язык пайпай был задокументирован Джудитом Жоэлем и Маурисио Дж. Миско, которые опубликовали тексты и исследования синтаксиса.
Пайпай принадлежит к юманской семье языков. К семье юман пайпай принадлежит ветвь пай, в которую также включены нагорный юманский язык, диалекты которого распространены среди народов явапаи, валапай и хавасупай Западной Аризоны. Связь между пайпай и нагорными юманскими языками очень близка; некоторые наблюдатели полагают, что пайпай и явапай взаимопонятны (то есть носители пайпай и нагорного юманского говорят на диалектах ютодного языка), в то время как другие наблюдатели утверждают, что это не так.
Использование метода глоттохронологии (вызывающее споры) предполагает, что ветвь пай юманской семьи должна была отделиться от двух других ветвей основного юманского языка (реки Юман и Дельта-Калифорния Юман) около 1000—1700 лет назад. Пайпай, возможно, отделился от нагорного юманского языка 1000 лет назад или меньше.